# Викинги (сезон 3)
Третий сезон исторического драматического телесериала «Викинги», премьера которого состоялась 19 февраля 2015 года на канале History, и завершился он 23 апреля 2015 года. Состоит из 10 эпизодов. Сериал следует за подвигами легендарного вождя викингов Рагнара Лодброка и его командой, а позже за его сыновьями. Первый сезон сериала начинается в начале эпохи викингов, отмеченной налётом на Линдисфарн в 793 году.
Третий сезон следует за развитием семьи Рагнара и викингами, так как они становятся ещё более впутанными в английские дела, а также продолжают свои набеги.

## В ролях

### Основной состав
- Трэвис Фиммел — король Рагнар Лодброк, глава поселения викингов Каттегата, который стал королём после смерти Хорика
- Кэтрин Винник — Лагерта, воительница и бывшая жена Рагнара; она контролирует поселение Хедебю, называя себя ярлом Ингстад
- Клайв Стэнден — Ролло, воин и брат Рагнара[1]
- Джессалин Гилсиг — Сигги, вдова ярла Харальдсона и любовница Ролло
- Густаф Скарсгард — Флоки, одарённый судостроитель и друг Рагнара
- Джордж Благден — Этельстан, англосаксонский монах из Нортумбрии, разрываемый между богами христиан и викингов; он друг и советник обоих ярла Рагнара и короля Эгберта
- Александр Людвиг — Бьёрн Железнобокий, сын Рагнара и Лагерты, который влюблён в воительницу Торунн
- Алисса Сазерленд — королева Аслауг, дочь Брюнхильды и вторая жена Рагнара
- Бен Робсон — Калф, правитель Хедебю в отсутствие Лагерты[2]
- Кевин Дюранд — Харбард, странник[2]
- Лотер Блюто — император Западной Франкии Карл[2]
- Лайнус Роуч — король Эгберт, безжалостный король Уэссекса

### Второстепенный состав
- Эми Бэйли — принцесса/королева Мерсии Квентрит
- Мо Данфорд — принц Этельвульф, сын короля Эгберта
- Мод Хёрст[англ.] — Хельга, жена Флоки
- Гайя Вайсс — Торунн, освобождённая рабыня и любовный интерес Бьёрна
- Джефферсон Холл[англ.] — Торстейн, один из воинов Рагнара
- Дженни Жак — принцесса Джудит, дочь короля Эллы, жена Этельвульфа
- Джон Кавана — Провидец, сейд
- Стив Уолл — Эйнар, родственник покойного ярла Сигварда и оппонент Лагерты в Хедебю
- Катал О’Хэллин — Хвитсерк, второй сын Рагнара и Аслауг
- Кормак Мелиа — Убба, старший сын Рагнара и Аслауг
- Филип О'Салливан[англ.] — епископ Эдмунд[англ.], служащий при дворе короля Эгберта
- Аарон Монахан — принц Бургерд, младший брат принцессы Квентрит
- Эдвин Эндре[англ.] — Эрлиндур, сын конунга Хорика
- Джорджия Хёрст — Торви, вдова ярла Борга и новая жена Эрлиндура
- Грег Орвис — ярл Сигфред, один из командиров викингов в осаде Парижа
- Фрэнки Маккаферти — Синрик, полиглот-бродяга
- Оуэн Роу — граф Эд
- Моргана Полански — принцесса Гизела, дочь императора Карла
- Хув Парментер — Ролан, помощник графа Эда и брат Терезы
- Марк Хуберман[англ.] — Луи, солдат в Париже
- Карен Хассан[англ.] — Тереза, сестра Ролана и любовница графа Эда

### Приглашённые актёры
- Иэн Битти — король Мерсии Беортвульф
- Иван Кэй[англ.] — король Нортумбрии Элла
- Элинор Кроули[англ.] — Тюри, дочь ярла Харальдсона и Сигги
- Сёрен Пильмарк[англ.] — Стендер, фермер, который сбежал из Уэссекса после налёта Этельвульфа
- Эдди Дрю — Один, появляющийся в видениях Рагнара
- Карл Шаабан — Иисус, появляющийся в видениях
- Джеймс Мёрфи — Ансгар, монах, пытающийся обратить викингов в Каттегате в свою веру

## Эпизоды
| № общий | № в сезоне | Название                             | Режиссёр     | Автор сценария | Дата премьеры   | Зрители в США (млн) |
| --- | ---------- | ------------------------------------ | ------------ | -------------- | --------------- | ------------------- |
| 20 | 1          | «Наёмник» «Mercenary»                | Кен Джиротти | Майкл Хёрст    | 19 февраля 2015 | 2,80                |
| Весной конунг Рагнар прибыл в Англию, чтобы получить обещанные земли для своих людей, но ему был навязан договор — он должен добыть для Квентрит корону Мерсии. В итоге норманны разделились: одна часть во главе с Лодброком и Этельвульфом ушли в поход и разбили войско короля Беортвульфа, остальные с Лагертой и Эгбертом отправились строить новое поселение. |            |                                      |              |                |                 |                     |
| 21 | 2          | «Странник» «The Wanderer»            | Кен Джиротти | Майкл Хёрст    | 26 февраля 2015 | 2,41                |
| Король Мерсии убит, но его племянник Бургред, брат Квентрит, скрылся и, по донесениям разведки, ждёт подкреплений. В Хедебю также неспокойно: пользуясь отсутствием правителя управляющий Калф при поддержке Эйнара объявил себя ярлом. Лагерта осваивает новые земли, король Эгберт очарован ею и оказывает знаки внимания. В Каттегате Аслауг, Сигги и Хельга видят одинаковый зловещий сон. |            |                                      |              |                |                 |                     |
| 22 | 3          | «Судьба воина» «'Warrior's Fate'»    | Джефф Уулнаф | Майкл Хёрст    | 5 марта 2015    | 2,41                |
| Рагнар с Этельвульфом внезапной атакой разбили войско Бургреда, но, по просьбе Квентрит, ему была сохранена жизнь. Несмотря на добрососедские отношения норманнов и англосаксов в лагерях обоих народов зреет недовольство веротерпимостью своих правителей. В Каттегате появился странный скиталец Харбард, умеющий унимать страдания Ивара, но в поселении начались трагедии с детьми. Лагерта и король Эгберт становятся любовниками. Король Эгберт со свитой приезжает в поселение норманнов и присутствует на языческом обряде жертвоприношения богине плодородия Фрее. |            |                                      |              |                |                 |                     |
| 23 | 4          | «Покрытый шрамами» «Scarred»         | Джефф Уулнаф | Майкл Хёрст    | 12 марта 2015   | 2,62                |
| Победители с триумфом вернулись в Уэссекс и короновали Квентрит на престол Мерсии, Бургред же на пиру был отравлен. Эгберт предложил Лагерте и Этельстану остаться ради процветания союза двух народов, но в силу личных причин они решили вернуться с Рагнаром домой. Ярл Калф, предчувствуя шаткость своего правления, призвал на помощь Эрлиндура, сына Хорика, женатого на вдове Борга. Харбард навсегда забрал боль Ивара, но после того, как Сигги спасла ценой своей жизни старших сыновей Аслауг, он ушёл из Каттегата.                                              |            |                                      |              |                |                 |                     |
| 24 | 5          | «Узурпатор» «The Usurper»            | Хелен Шейвер | Майкл Хёрст    | 19 марта 2015   | 2,61                |
| Пока Каттегат радовался возвращению воинов, Ролло узнал о смерти жены по вине Харбарда, в котором Флоки признал Одина, а Лагерта — об измене Калфа. Вопреки просьбам помочь ей вернуть свои земли Рагнар объявил о подготовке к походу на Париж, благо Провидец сулит удачу, а рассказы Этельстана — славу и богатую добычу. Тем временем Уэссекс перестал нуждаться в услугах северян и, с негласного одобрения Эгберта, норманнское поселение было уничтожено. |            |                                      |              |                |                 |                     |
| 25 | 6          | «Рождённый заново» «Born Again»      | Хелен Шейвер | Майкл Хёрст    | 26 марта 2015   | 2,43                |
| Несмотря на дошедшую из Англии весть о резне Рагнар продолжает собирать дружины на Париж. К нему присоединяется и ярл Калф с союзниками. Юдифь, уличенная мужем в измене с Этельстаном, была помилована Эгбертом, бастарда нарекли Альфредом. Сам же Этельстан вновь обрёл веру в Христа, но не встретил понимания среди норманнов и был убит Флоки. |            |                                      |              |                |                 |                     |
| 26 | 7          | «Париж» «Paris»                      | Келли Макин  | Майкл Хёрст    | 2 апреля 2015   | 2,21                |
| Армия северян осадила Париж и готовится к штурму. Вопреки советам свиты франкский король с дочерью Гислой отказались покинуть город. Тем временем Эгберт вознамерился покорить Нортумбрию и стать «Королём королей». Его планы расстроила королева Квентрит, не желающая быть вассалом Уэссекса, к ней на переговоры был отправлен Этельвульф. |            |                                      |              |                |                 |                     |
| 27 | 8          | «К воротам!» «To the Gates!»         | Келли Макин  | Майкл Хёрст    | 9 апреля 2015   | 2,56                |
| Норманны начали штурм Парижа сразу с двух сторон: на ворота, во главе с Калфом и Лагертой, и с воды, под началом Рагнара. В критический момент Гисла вынесла на городскую стену орифламму и приободрённые франки успешно отбили атаку. Обезумевший от поражения Флоки не смеет вернуться в лагерь, но остальные викинги, несмотря на большие потери, полны решимости взять город. |            |                                      |              |                |                 |                     |
| 28 | 9          | «Переломный момент» «Breaking Point» | Кен Джиротти | Майкл Хёрст    | 16 апреля 2015  | 2,70                |
| Ночью Лагерта с отрядом девушек-воительниц проникли внутрь укреплений, перебили часовых и открыли ворота, но франки всё же отбросили воинов Ролло за пределы стен. Несмотря на свои успехи граф Эд предложил королю начать переговоры с норманнами: горожане страдают от нехватки еды и начинающейся эпидемии. К всеобщему удивлению Рагнар потребовал крестить его. В Уэссексе Эгберт предложил Юдифи быть его любовницей, а он защитит Альфреда. Пойманному в Каттегате христианскому миссионеру предложили доказать силу Христа.                                          |            |                                      |              |                |                 |                     |
| 29 | 10         | «Мертвец» «The Dead»                 | Кен Джиротти | Майкл Хёрст    | 23 апреля 2015  | 2,73                |
| Франки заплатили норманнам выкуп, но вскоре конунг умер и гроб с его телом был внесён в собор для отпевания. Во время службы Рагнар «воскрес», взял в заложницы Гислу и под её прикрытием люди Лодброка уничтожили защитные механизмы ворот, позволив основным силам войти и разграбить город. После ухода северян король даровал оставшемуся Ролло титул герцога, земли и руку принцессы в обмен на защиту страны от будущих набегов. |            |                                      |              |                |                 |                     |

## Производство

### Разработка
Разработкой и производством «Викингов» занялись компании Octagon Films и Take 5 Productions под начальством Metro-Goldwyn-Mayer. Морган О’Салливан, Шейла Хокин, Шерри Марш, Алан Гасмер, Джеймс Флинн, Джон Уэбер и Майкл Хёрст указаны в качестве исполнительных продюсеров. Продюсерами этого сезона стали Стив Уэйкфилд и Кит Томпсон. Билл Годдард и Шеймас МакИнерни выступили сопродюсерами.
В производственную команду этого сезона входят режиссёры кастинга Фрэнк и Нуала Мойселл, художник по костюмам Джоан Бергин, супервайзеры визуальных эффектов Джулиан Парри и Доминик Ремейн, дизайнеры трюков Франклин Хенсон и Ричард Райан, композитор Тревор Моррис, художники-постановщики Марк Герати, монтажёры Аарон Маршалл для первого, третьего, пятого, седьмого и девятого эпизодов и Тэд Сиборн для второго, четвёртого, шестого, восьмого и десятого эпизодов, и оператор П. Дж. Диллон.

### Музыка
Музыку к третьему сезону сочинил Тревор Моррис в сотрудничестве с Эйнаром Селвиком и Стивом Тавальоне. Заставку титров сопровождает песня «If I Had a Heart» Fever Ray.
Саундтрек был выпущен 15 мая 2015 года компанией Sony Music Entertainment.
Дополнительной музыкой являются композиции норвежской музыкальной группы «Wardruna», которая присутствует в эпизодах «Странник», «Париж», «К воротам!» и «Переломный момент». Музыкальные треки, которые не попали в выпущенный саундтрек, включают в себя «Helvegen», «Løyndomsriss», «Heimta Thurs», «Algir — Tognatale», «Rotlaust Tre Fell», «Sowelu», «IwaR», «IngwaR» и «Ár var alda». В эпизоде «Мертвец» присутствует песня «Heljarlokk», которая была специально сочинена для «Викингов» Селвиком и Линди-Фэй Хеллой.
Также в саундтреке сезона присутствует музыка от канадской горловой певицы Тани Тагак; пение песни Тагак «Uja» присутствует в треке «Battle for the Hill of the Ash» (который звучит в эпизоде «Судьба воина»), в то время как песня «Howl» присутствует в эпизоде «Мертвец».
| №                   | Название                                         | Исполнитель(и)                                            | Длительность |
| ------------------- | ------------------------------------------------ | --------------------------------------------------------- | ------------ |
| 1.                  | «The Seer Gives Lagertha a Prophecy»             | Тревор Моррис [англ.] Эйнар Селвик Стив Тавальоне [англ.] | 1:50         |
| 2.                  | «The Vikings Sail for Wessex»                    | Моррис Селвик Тавальоне                                   | 1:37         |
| 3.                  | «Kwenthrith's Story»                             | Моррис Селвик Тавальоне                                   | 2:08         |
| 4.                  | «Vikings Battle Brithwulf's Army»                | Моррис Селвик Тавальоне                                   | 6:02         |
| 5.                  | «Torstein Loses an Arm»                          | Моррис Селвик Тавальоне                                   | 1:29         |
| 6.                  | «A Cloaked Figure Arrives in Kattegat»           | Моррис Селвик Тавальоне                                   | 3:32         |
| 7.                  | «Battle for the Hill of the Ash»                 | Моррис Селвик Тавальоне                                   | 4:20         |
| 8.                  | «Judith»                                         | Моррис Селвик Тавальоне                                   | 2:02         |
| 9.                  | «Sacrifice for the Crops»                        | Моррис Селвик Тавальоне                                   | 1:48         |
| 10.                 | «Siggy Sacrifices Herself to Save Ragnar's Sons» | Моррис Селвик Тавальоне                                   | 4:37         |
| 11.                 | «Rollo Learns of Siggy's Sacrifice»              | Моррис Селвик Тавальоне                                   | 1:57         |
| 12.                 | «Bjorn Fights to Save Rollo»                     | Моррис Селвик Тавальоне                                   | 1:26         |
| 13.                 | «Helga Tells Floki of Harbard»                   | Моррис Селвик Тавальоне                                   | 2:12         |
| 14.                 | «The Seer Laughs at Rollo's Misery»              | Моррис Селвик Тавальоне                                   | 1:50         |
| 15.                 | «Aethelwulf Attacks»                             | Моррис Селвик Тавальоне                                   | 3:13         |
| 16.                 | «Athelstan Kills the Messenger»                  | Моррис Селвик Тавальоне                                   | 1:25         |
| 17.                 | «Athelstan is Reborn»                            | Моррис Селвик Тавальоне                                   | 1:56         |
| 18.                 | «Floki Appears to Kill Athelstan»                | Моррис Селвик Тавальоне                                   | 3:11         |
| 19.                 | «Ragnar Honors Athelstan's Death»                | Моррис Селвик Тавальоне                                   | 0:59         |
| 20.                 | «Ecbert Sends Aethelwulf on a Journey»           | Моррис Селвик Тавальоне                                   | 1:36         |
| 21.                 | «Aethelwulf Meets with Kwenthrith»               | Моррис Селвик Тавальоне                                   | 2:23         |
| 22.                 | «Floki's Seige Towers Revealed»                  | Моррис Селвик Тавальоне                                   | 1:29         |
| 23.                 | «Vikings Reach Paris»                            | Моррис Селвик Тавальоне                                   | 2:40         |
| 24.                 | «The Attack Begins»                              | Моррис Селвик Тавальоне                                   | 3:38         |
| 25.                 | «The Walls are Breached; the French Loose Hope»  | Моррис Селвик Тавальоне                                   | 1:36         |
| 26.                 | «Ragnar Knows Floki Killed Athelstan»            | Моррис Селвик Тавальоне                                   | 1:06         |
| 27.                 | «Vikings Attempt to Rip Open Gates»              | Моррис Селвик Тавальоне                                   | 2:58         |
| 28.                 | «Floki Melt Down»                                | Моррис Селвик Тавальоне                                   | 1:34         |
| 29.                 | «Floki Curses the Gods»                          | Моррис Селвик Тавальоне                                   | 1:25         |
| 30.                 | «Kalf and Lagertha Make a Pact»                  | Моррис Селвик Тавальоне                                   | 2:46         |
| 31.                 | «Lagertha's Stealth Assault on the Bridge»       | Моррис Селвик Тавальоне                                   | 1:43         |
| 32.                 | «The French Counter — Attack»                    | Моррис Селвик Тавальоне                                   | 1:34         |
| 33.                 | «Ragnar Hallucinates, Sees Gods»                 | Моррис Селвик Тавальоне                                   | 1:01         |
| 34.                 | «The Vikings are Told of Ragnar's Death»         | Моррис Селвик Тавальоне                                   | 2:06         |
| 35.                 | «Vikings Attack Paris»                           | Моррис Селвик Тавальоне                                   | 2:38         |
| 36.                 | «Ragnar Sets Sail for Home»                      | Моррис Селвик Тавальоне                                   | 1:49         |
| Общая длительность: | Общая длительность:                              | Общая длительность:                                       | 81:34        |

## Реакция
Третий сезон получил рейтинг 100 % на сайте Rotten Tomatoes со средним рейтингом 8/10, на основе 11 отзывов. Metacritic присвоил второму сезону оценку 81 из 100 на основе 7 отзывов, указывая на «всеобщее признание».